# Shahrestān di Torbat-e-Jam
Lo shahrestān di Torbat-e-Jam (farsi شهرستان تربت جام) è uno dei 28 shahrestān del Razavi Khorasan, il capoluogo è Torbat-e-Jam. Lo shahrestān è suddiviso in 5 circoscrizioni (bakhsh):
- Centrale (بخش مرکزی)
- Salehabad (بخش صالح‌آباد), con la città di Salehabad.
- Nasrabad (بخش نصرآباد), con la città di Nasrabad.
- Bujgan (بخش بوژگان), con la città di Nilshahr.
- Pain Jam (بخش پائین جام)